# História dos grandes homens
A história dos grandes homens é uma teoria da história que busca explicar a História a partir da ação e do impacto dos chamados "grandes homens", indivíduos muito influentes, seja por carisma, inteligência genial ou por grande impacto político.
Como exemplo, um historiador que privilegie essa linha de trabalho, estudaria a Segunda Guerra Mundial enfocando as grandes personalidades nela envolvidas — Adolf Hitler, Benito Mussolini, Franklin Delano Roosevelt, o Imperador Hirohito, Josef Stalin, Sir Winston Churchill e outros — e perceberia todos os eventos históricos como ligados diretamente às decisões e ordens de cada um deles.
Esta teoria é normalmente contrastada com a teoria que propõe que os eventos acontecem numa dada circunstância de tempo, ou quando uma imensa quantidade de pequenos eventos causam certos desenrolamentos.
Comumente associada ao filósofo e historiador Thomas Carlyle, que comentou "A história do mundo é apenas a biografia de grandes homens", a sua abordagem foi bastante popular por historiadores profissionais entre o final do século XIX e o início do XX. Um dos exemplos mais expressivos de seu tipo de produção é a "Encyclopædia Britannica Eleventh Edition" de 1911, que contém longas e detalhadas biografias sobre grandes nomes da história. Nela, por exemplo, para se informar sobre o que denomina-se hoje como "migrações dos povos bárbaros", pode-se consultar a biografia de Átila, o Huno.
Um ferrenho opositor da história dos grandes homens em sua própria época foi Leon Tolstói, que reservou a última parte (não-ficcional) de seu clássico Guerra e Paz para contestar essa teoria, utilizando as Guerras Napoleónicas como exemplo.
Durante a maior parte do século XX, a história dos grandes homens esteve desfavorecida, uma vez que a grande maioria dos historiadores acreditavam que fatores econômicos, sociais, ambientais, e tecnológicos eram mais importantes para a história do que as decisões tomadas por determinadas pessoas. Recentemente, registra-se, entretanto, um retorno à produção biográfica.
Embora seja popular a crença em que a história gira em torno de "grandes homens", especialmente quando a sua "grandeza" é determinada primariamente por status político, essa é uma visão de pouca profundidade, que exclui a participação de grupos inteiros na história, entre os quais os trabalhadores, as minorias étnicas, as minorias culturais, e mesmo as mulheres enquanto gênero. Essa crítica espalhou-se em outros campos do conhecimento, como o criticismo literário, onde o novo historicismo de Stephen Greenblatt argumenta que as sociedades criam trabalhos de arte, não apenas os autores. Do mesmo modo, quando essa teoria é aplicada ao cinema, ela tende a explicar a história do cinema e sua evolução quase exclusivamente em termos dos "grandes homens", com alguns diretores notáveis, o que negligencia o esforço dos atores, equipes, assistentes, etc.